# Kayak
Kayak är ett nederländskt progressivt rockband som bildades 1972 i staden Hilversum av Ton Scherpenzeel och Pim Koopman. 1973 släpptes deras debutalbum See See The Sun, som innehöll tre hitsinglar. Deras främsta popularitet var i Nederländerna, där låten Ruthless Queen nådde nummer 6 på de nederländska topplistorna i mars 1979. Bandet upplöstes 1982 efter att ha släppt nio album. 

## Historia
Medgrundaren Ton Scherpenzeel är den enda medlemmen som spelar på varje Kayak-album. Bortsett från keyboards spelar han också dragspel, bas (till exempel på hela albumet Nostradamus – The Fate of Man och kontrabas. Han sjunger även körsång ibland, samt leadsång på låten Love's Aglow.
Sångaren och trummisen Max Werner sjöng leadsång på de fem första albumen. 1978 började han istället spela trummor och slagverk i bandet. 1999 återvände han som huvudsångare till albumet Close To The Fire. Efter det albumet gjorde han en kort turné med Kayak, men lämnade bandet år 2000.
Johan Slager spelade gitarr på varje album fram till splittringen 1982. Han anslöt sig åter till bandet under 90-talet för tillfälliga liveuppträdanden.

## Medlemmar

### Nuvarande medlemmar
- Ton Scherpenzeel – keyboards, bas (1972–1982, 1999– )
- Bart Schwertmann –sång (2017– )
- Marcel Singor – gitarr & sång (2017– )
- Kristoffer Gildenlöw – bas (2017– )
- Collin Leijenaar – trummor (2017– )

### Tidigare medlemmar
- Max Werner – sång (1972–1978, 1999–2000), trummor (1978–1982)
- Johan Slager – gitarr (1972–1982)
- Pim Koopman – trummor (1972–1976, 1999–2009; died 2009)
- Cees van Leeuwen – bas (1972–1975)
- Bert Veldkamp – bas (1975–1976, 1999–2005)
- Theo de Jong – bas (1976–1978)
- Edward Reekers – sång (1978–1982, 2003, 2005–2014)
- Charles Schouten – trummor (1976–1978)
- Peter Scherpenzeel – bas (1978–1982)
- Irene Linders – körsång, sång (1978–1981)
- Katherine Lapthorn – körsång (1978–1981)
- Rob Winter – gitarr (1999–2003)
- Bert Heerink – sång (2000–2005)
- Cindy Oudshoorn – sång (2003–2014)
- Monique van der Ster – sång (2005)
- Rob Vunderink – gitarr, sång (2001–2016)
- Joost Vergoossen – gitarr (2003–2016)
- Jan van Olffen – bas (2005–2016)
- Hans Eijkenaar – trummor (2009–2016)

## Diskografi

### Studioalbum
- See See the Sun (1973)
- Kayak II (1974)
- Royal Bed Bouncer (1975)
- The Last Encore (1976)
- Starlight Dancer (1977)
- Phantom of the Night (1978)
- Periscope Life (1980)
- Merlin (1981)
- Close to the Fire (2000)
- Night Vision (2001)
- Merlin – Bard of the Unseen (2003)
- Nostradamus – The Fate of Man (2005) (dubbel CD)
- Excerpts from Nostradamus – The Fate of Man (2005) (enkel CD)
- Coming Up for Air (2008)
- Letters from Utopia (2009)
- Anywhere but Here (2011)
- Cleopatra – The Crown of Isis (2014)
- Seventeen  (2018)
- Out of this World (2021)

### Livealbum
- Eyewitness (1981) ("Live" studioalbum)
- Chance For A Livetime (2001) (Double CD)
- Kayakoustic (2007)
- The Anniversary Concert (2008) (Double CD + 'Highlights' DVD)
- The Anniversary Box (2008) (4 CD + DVD)

### Samlingsboxar
- Journey Through Time (2017)[2]

### Samlingsalbum
- 1978 – The Best of Kayak (EMI Records)
- 1996 – The Best of Kayak (Renaissance Records)
- 1996 – Kayak (The Gold Collection) (EMI Music Holland)
- 1999 – Classics (Renaissance Records)
- 1999 – Kayak: The Singles (BR Records)
- 2003 – 3 Originals (Universal International)